# Estadio Nagyerdei
El Nagyerdei Stadion es un estadio de fútbol de la ciudad de Debrecen, Hungría, sede del Debreceni Vasutas Sport Club. Con una capacidad de 20 340 asientos, es el tercer estadio más grande de Hungría y el segundo de mayor aforo en la liga húngara. Fue inaugurado el 1 de mayo de 2014, y el primer encuentro oficial fue jugado entre el local Debreceni VSC contra el Újpest correspondiente a la temporada 2013-14 con una victoria del equipo local (3–1).

## Historia

### Inauguración y primera era (1934-2010)

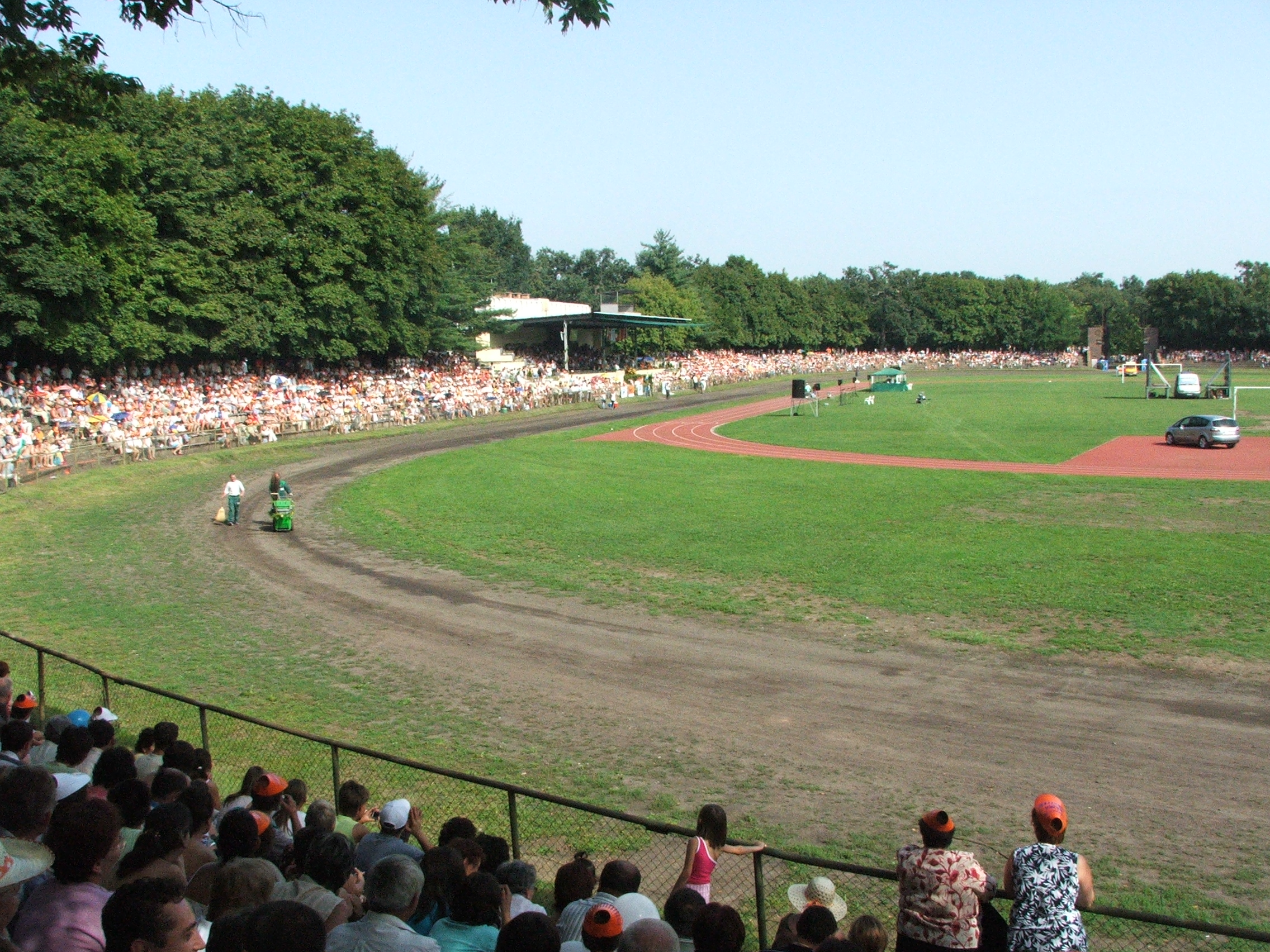
El estadio en 2006.

El 5 de junio de 1934 se inauguró el estadio y sólo unos días más tarde se celebró el primer partido oficial jugado el 24 de junio de 1934. El Bocskai FC jugó contra el club italiano Bologna FC 1909 en la Copa Mitropa de 1934. El partido terminó con una victoria por dos goles a uno para los húngaros, sin embargo el Bocskai quedaba eliminado de la competición frente a 12 000 espectadores.
El estadio acogió en 1952 un partido amistoso entre los equipos reserva de las selecciones de Hungría y Bulgaria, ante 32 000 personas que acudieron a ver el partido en directo. El estadio tuvo un uso activo hasta 1993, utilizado principalmente por el equipo local del Debreceni VSC. Sin embargo, después de la llegada del club a la NB1 en 1993 los ferroviarios se trasladaron al Stadion Oláh Gábor Út, que sí cumplía con los requisitos mínimos. Con el paso de los años, la condición del estadio empeoró significativamente y se hizo imposible la práctica del fútbol profesional. Fue sede del carnaval de la flor de Debrecen (en húngaro: Debreceni Virágkarnevál).

### Reconstrucción total del estadio (2013-presente)

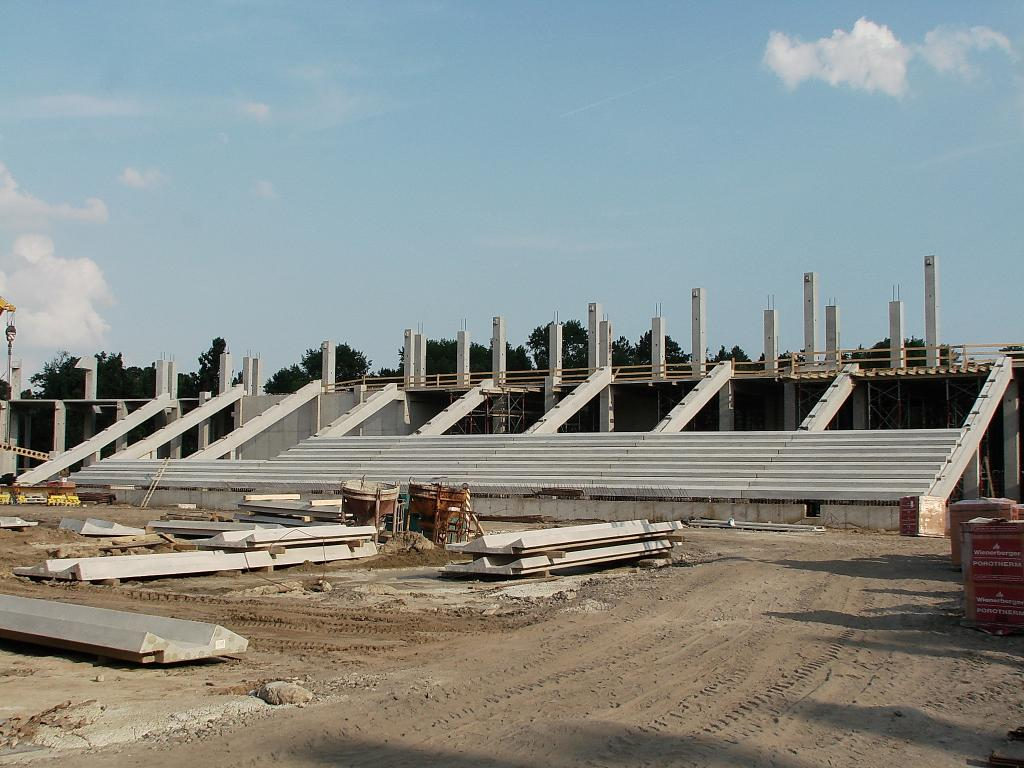
Trabajos de reconstrucción del estadio.

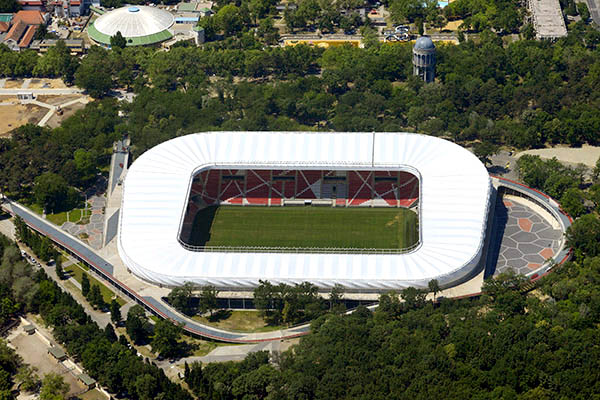
Vista aérea del nuevo estadio.

El 29 de marzo de 2010, fueron mostrados los primeros planes del estadio. El diseñador del estadio era Péter Bordás. El estadio iba a tener un aforo de 20 000 espectadores.
El 22 de septiembre del mismo año, Péter Szijjártó, el corresponsal del gobierno húngaro, anunció que el gobierno de Hungría iba a apoyar financieramente la construcción del nuevo estadio en Debrecen. También fue anunciado que la capacidad del estadio iba a estar dentro de los estándares correspondientes para recibir todos los juegos de la UEFA Champions League exceptuando el juego de la final.
El 10 de diciembre del mismo año, fue anunciada la firma que llevaría a cabo la construcción del proyecto. Lajos Kósa, alcalde de Debrecen y miembro del parlamento húngaro, anunció que en el año 2012 el Debreceni VSC estrenaría el nuevo estadio aprovechando el 110 aniversario de su fundación, plan que no se logró llevar a cabo a tiempo.
Tibor Krecz anunció que había cuatro ofertas para la construcción del estadio, entre las cuales se encontraban firmas húngaras y extranjeras el 5 de diciembre de 2012. También fue anunciado que el dinero para su construcción se encontraba disponible. Tras este anuncio, se estableció que el comité encargado evaluaría y anunciaría al ganador para comenzar la construcción en la primavera del año 2013.
La construcción del nuevo estadio comenzó oficialmente el 29 de enero de 2013. En la conferencia de prensa del Centro de Conferencias Kölcsey, Marjay Gyula (el jefe de proyecto), László Vígh (miembro del parlamento húngaro), y Lajos Kósa, alcalde de la ciudad de Debrecen, dieron inicio oficialmente a la construcción del nuevo estadio, comenzando con la demolición del anterior.
Finalmente, tras poco más de un año de trabajo, el día 1 de mayo el estadio fue inaugurado. Viktor Orbán, primer ministro de Hungría, fue el encargado de dar el discurso inicial. El estadio a su vez, fue bendecido por Nándor Bosák, obispo de la iglesia católica, Gusztáv Bölcskei (ministro cristiano) y Fülöp Kocsis, obispo de la iglesia ortodoxa griega. Después de este evento, fue presentado un conjunto de eventos con Lou Bega como exponente principal. El primero juego fue entre un conjunto de estrellas del Debrecen y un combinado del resto de Hungría.